# Somnia (film)
Somnia (Before I Wake) è un film del 2016 diretto da Mike Flanagan.

## Trama
Il film inizia con un uomo atterrito che imbraccia una pistola ed un bambino addormentato. Tremante ed in stato di evidente ansia, l'uomo entra nervosamente nella camera del bambino. Si guarda attorno, come se si aspettasse di vedere qualcuno o qualcosa uscire dalle tenebre e poi punta la pistola contro il bambino. Tuttavia improvvisamente la porta si spalanca alle sue spalle e l'uomo spara dei colpi di pistola contro il nulla, svegliando il bambino. L'uomo cade a terra in lacrime, in stato di shock.
I coniugi Hobson, Mark e Jessie, adottano un bambino di 8 anni di nome Cody Morgan. Cercano così di dimenticare la morte del loro unico figlio Sean, annegato nella vasca da bagno all'età di soli 8 anni. Presto scoprono che i sogni di Cody diventano realtà, ma che anche i suoi incubi possono divenire fatali.
La prima notte, i coniugi rimangono meravigliati dall'apparizione di farfalle multicolore che svolazzano per il soggiorno, emettendo una forte luce. Mark, sapendo quanto piacciano le farfalle a Cody, prova a catturarne una per mostrargliela; tuttavia presto Cody si sveglia e le farfalle spariscono. Il giorno seguente, il bambino si reca a scuola e fa amicizia con una compagna di classe, ma allo stesso tempo suscita l'ostilità di un bullo. Una volta a casa, Cody domanda a Mark chi sia il bambino nella foto appesa al muro ed il padre adottivo risponde che si tratta del loro figlio annegato il cui nome era Sean. Allora Cody chiede dove si trovi, al che Jessie risponde che si trova in Paradiso e Cody afferma che anche la sua madre naturale risiede lì. Quella notte, la coppia vede il loro figlio defunto e tenta di abbracciarlo, ma Cody si sveglia e Sean scompare. Cody chiede loro scusa, promettendo di non farlo mai più.
Il giorno dopo, Cody rivela ai genitori adottivi la sua capacità di trasformare i sogni in realtà durante il sonno e Jessie decide di approfittarsi del bambino facendogli vedere filmati e fotografie del figlio Sean in modo che la notte lo sogni e lei lo possa riabbracciare. Giorni dopo, però, Mark affronta la moglie e le fa notare di non essere d'accordo con il suo comportamento accusandola di non amare Cody come dovrebbe, oltre al fatto che la donna sta contraendo una sorta di dipendenza dovuta alle visioni che ogni notte le mostrano il figlio Sean. I due litigano e Mark, preoccupato e furioso, toglie tutti i quadri di Sean che Jessie aveva appeso al muro.
Cody si addormenta poi a scuola rifiutandosi di dormire la notte a casa ed una creatura abominevole, che Cody chiama «l'Uomo Cancro», appare davanti al bullo e lo attacca, mentre l'amica di Cody, nascosta dietro la porta, osserva terrorizzata la scena. Nel frattempo, Jessie si reca da un dottore e chiede consiglio riguardo a suo figlio che si rifiuta di dormire la notte, ottenendo dall'uomo la prescrizione di un sonnifero. Una volta a casa, Jessie mischia il medicinale con una bevanda che dà a Cody ad insaputa del bambino e di Mark e quella notte Sean riappare ai coniugi, ma questa volta è strano e presto si trasforma in un incubo vivente. Mark corre in camera di Cody e cerca di svegliarlo mentre Jessie, dopo avergli rivelato del medicinale, assiste all' assorbimento del marito nel corpo dell'Uomo Cancro, poi viene violentemente lanciata contro un muro e sviene. La donna si sveglia mentre un preoccupatissimo Cody sta telefonando alla polizia per chiedere aiuto avendola trovata a terra priva di sensi. Sospettando si tratti di violenza domestica e venendo a sapere che la donna ha somministrato un sonnifero al bambino, i servizi sociali le portano via Cody.
Jessie allora sottrae i file di Cody all'assistente sociale che aveva seguito il loro percorso di adozione ed in seguito parla col precedente genitore adottivo di Cody, che si era preso cura di lui per quindici mesi, prima di finire in un istituto psichiatrico. Egli rivela che inizialmente tutto era cominciato con l'apparizione di farfalle colorate e man mano che Cody sognava tutti i suoi sogni diventavano realtà, compreso il figlio defunto della coppia adottiva. Poi un giorno la moglie dell'uomo si ammalò di una brutta influenza e Cody ne rimase assai turbato. Quella notte l'Uomo Cancro divorò la donna, la quale sparì come Mark. Scioccato e col cuore a pezzi, l'uomo mostrò una foto della moglie al bambino per rivederla durante i suoi sogni; però, ciò che vedeva la notte era una brutta e strana copia della moglie dato che Cody era troppo piccolo per ricordarne precisamente il volto. Allora, l'uomo consiglia alla donna di uccidere il bambino, ma Jessie, decisa a non gettare la spugna, inizia a fare varie ricerche sul passato del bambino e riesce a fare delle scoperte sulla madre biologica di Cody. Trovato ciò che voleva, la donna corre nell'orfanotrofio di Cody, dove nel frattempo lo staff si era reso conto che il bambino non dormiva da due giorni facendogli dunque una puntura per indurlo al sonno. Jessie entra dunque nell'edificio che si presenta deserto ed innaturalmente silenzioso. Assiste ad una serie di terrificanti visioni in ogni stanza, compresa una riguardante la morte di Sean e di Cody con la famiglia adottiva, mentre tutto lo staff dell'istituto è immobilizzato al muro da una serie di strani bozzoli neri. Infine, giunge presso la stanza di Cody ma prima di poterlo raggiungere, si ritrova a dover affrontare l'Uomo Cancro. Ma lei prontamente estrae dalla borsa un piccolo cuscino a forma di farfalla blu davanti al quale il mostro rimane come paralizzato nonché stranito. La donna abbraccia la creatura, che si scopre poi essere una memoria distorta della madre biologica malata di cancro e morta a causa di esso (da cui Uomo Cancro), e questa prende la forma di Cody per poi sparire. Jessie pone il cuscino a forma di farfalla sul petto del bambino per poi prenderlo in braccio e portarlo fuori dalla stanza, non prima di avergli sussurrato di liberare tutti gli assistenti dell'orfanotrofio. Lungo il tragitto, l'incubo del bambino si trasforma dunque in un bellissimo e meraviglioso sogno e tutti gli ostaggi dell'Uomo Cancro vengono rilasciati.
Il giorno seguente, Jessie dona a Cody il diario della madre biologica, il quale dimostra quanto amore incondizionato ed immenso provasse la donna per il figlioletto e per il suo particolare dono. Tuttavia, un cancro al pancreas la fece morire quando lui aveva 3 anni, causandogli una forte ansia, che si manifesta soprattutto quando qualcuno si sente male o si ammala. La sera, Cody chiede alla mamma di raccontargli la favola della buonanotte e lei gli racconta la storia di un bambino che voleva una mamma e di una mamma che voleva un bambino, di un bambino cattivo che si risvegliava a casa, una moglie che si ricongiungeva al marito e di un papà che si univa al figlio. E quando Cody le chiede se ciò sarebbe veramente accaduto, la madre Jessie gli risponde che tocca a lui scegliere se farlo accadere o no.
Il film si conclude con Cody che strizza gli occhi e poi li riapre per fare apparire una farfalla blu luminosa nel palmo della mano, segno che il bambino è ora in grado di sognare anche ad occhi aperti.

## Distribuzione
Il film, inizialmente, doveva essere distribuito nelle sale cinematografiche statunitensi a partire dal giorno 8 maggio 2015. Ma a causa del fallimento della Relativity Media, società che detiene i diritti della pellicola, la sua distribuzione ha subito numerosi rinvii. Il film è stato distribuito in numerosi paesi nell'aprile 2016 mentre in Italia a partire dal 25 maggio 2016.

### Divieti
Negli Stati Uniti d'America la MPAA ha classificato il film come parents strongly cautioned (PG-13) per scene contenenti violenza e terrore, comprese immagini inquietanti.

## Accoglienza

### Incassi
Il film ha incassato un totale mondiale di 3965086 $.

### Critica
Sul sito web di recensioni Rotten Tomatoes, il film ha un rating di approvazione del 66%, sulla base di 35 recensioni, e un rating medio di 6,5/10. Su Metacritic ha un punteggio medio ponderato di 68 su 100, basato su 5 recensioni di critici, che indica "recensioni generalmente positive".